# Тірсенсе
Тірсенсе (порт. Futebol Clube Tirsense) — португальський футбольний клуб з міста Санту-Тірсу, заснований 1938 року. Виступає у Третій лізі Португалії. Домашні матчі проводить на стадіоні «Авеш де Фігейреду», який вміщує 10 000 глядачів.

## Історія
Футбольний клуб «Тірсенсе» засновано 1938 року. Найкращі часи для команди це 1990-ті роки минулого століття коли клуб виступав у першому дивізіоні Португалії. Найвище місце, яке команда посідала восьме у сезоні 1994–95 років. Посівши останнє місце в сезоні 1995–96 клуб впродовж наступних трьох років опустився до Регіональної ліги. 
У сезоні 2007–08 «Тірсенсе» повернувся до третього дивізіону, де виступав до сезону 2015–16, наступні чотири сезони команда знову провела в Регіональній лізі. 
У сезоні 2024–25 команда виступає в третьому дивізіоні, та виступає в Кубку Португалії, де клуб вийшов до півфіналу та поступився за сумою двох матчів «Бенфіці».

## Фанати
Клуб має організовану фан-групу під назвою «Юве Негра» та невелику групу ультрас під назвою «Чорні леви», засновану в 2012 році.